# Bagnoles
Bagnoles  ist eine französische Gemeinde mit 315 Einwohnern (Stand 1. Januar 2022) im Département Aude in der Region Okzitanien. Sie gehört zum Arrondissement Carcassonne und zum Kanton Le Haut-Minervois.

## Nachbargemeinden
Nachbargemeinden von Bagnoles  sind  Villegly im Nordosten, Malves-en-Minervois im Süden, Villalier im Westen und Sallèles-Cabardès im Nordwesten.

## Bevölkerungsentwicklung
| Jahr      | 1962 | 1968 | 1975 | 1982 | 1990 | 1999 | 2013 |
| Einwohner | 223  | 210  | 211  | 216  | 198  | 188  | 286  |